# Хосе Данијел Валенсија
Хосе Данијел Валенсија (рођен 3. октобра 1955. у Сан Салвадору, провинција Хухуј) бивши је аргентински фудбалер, који је играо као офанзивни везни играч. Најпознатији је по томе што је био део победничке екипе на Светском првенству 1978. године. Одиграо је 41 утакмицу за репрезентацију Аргентине и постигао 5 голова.